# Bose (efternavn)
 For alternative betydninger, se Bose. (Se også artikler, som begynder med Bose)
Bose er et efternavn i bl.a. Indien og Tyskland.

## Kendte personer med navnet
- Amar Bose (1929-2013), MIT professor, grundlægger og var bestyrelsesmedlem i Bose Corporation.
- Satyendra Nath Bose - (1. januar 1894 – 4. februar 1974) var indisk matematiker. Bose arbejdede sammen med Albert Einstein om teorier om elektromagnetisme.
- Herbert von Bose - (16. marts 1893 i Strasbourg – 30. juni 1934 i Berlin) var en tysk embedsmand og politisk sekretær for Franz von Papen.
- Subhash Chandra Bose - (23. januar 1897 – 18. august 1945) var en indisk politiker og tidligere leder af Kongrespartiet.
- Rahul Bose - (født 27. juli 1967 i Bangalore) er en indisk skuespiller, filminstruktør og manuskriptforfatter.
- Jagadish Chandra Bose - (30. november 1858 – 23. november 1937) kendt indisk videnskabsmand. Grundlægger af radiovidenskab.